# Souhvězdí Mouchy
Moucha je souhvězdí na jižní obloze. Jde o dvanácté nejmenší souhvězdí moderní astronomie.

## Významné hvězdy
| Hvězda | Jméno | Hvězdná velikost |
| ------ | ----- | ---------------- |
| α Mus  | α Mus | 2,68m            |
| β Mus  | β Mus | 3,04m            |
| γ Mus  | γ Mus | 3,84m            |

## Objekty
- NGC 4833 je kulová hvězdokupa s magnitudou 7,8 ve střední části souhvězdí.
- NGC 4372 je kulová hvězdokupa bez výrazného středového zhuštění s magnitudou 7,8 v jižní části souhvězdí.
- Severně od NGC 4372 se nachází temná mlhovina s anglickým názvem Dark Doodad Nebula.
- V severovýchodním rohu souhvězdí se nachází Mlhovina Přesýpací hodiny.